# 2025-ös Formula–1 abu-dzabi nagydíj
Az abu-dzabi nagydíj a 2025-ös Formula–1 világbajnokság huszonnegyedik, és egyben utolsó futama lesz, amelyet 2025. december 5. és december 7. között rendeznek meg a Yas Marina Circuit versenypályán, Abu-Dzabiban.

## Választható keverékek
| Abroncs              | Friss | Használt |
| -------------------- | ----- | -------- |
| Kemény keverék (C3)  |       |          |
| Közepes keverék (C4) |       |          |
| Lágy keverék (C5)    |       |          |
| Átmeneti esőgumi (I) |       |          |
| Teljes esőgumi (W)   |       |          |

## Szabadedzések
Az abu dhabi nagydíj első szabadedzését december 5-én, pénteken délelőtt tartják, magyar idő szerint 10:30-tól.
Az abu dhabi nagydíj második szabadedzését december 5-én, pénteken délután tartják, magyar idő szerint 14:00-tól.
Az abu dhabi nagydíj harmadik szabadedzését december 6-án, szombat délelőtt tartják, magyar idő szerint 11:30-tól.

## Időmérő edzés
Az abu dhabi nagydíj időmérő edzését december 6-án, szombat délután tartják, magyar idő szerint 15:00-tól.

## Futam
Az abu dhabi nagydíj futamát december 7-én, vasárnap délután tartják, magyar idő szerint 14:00-tól.